# Abschlussgewebe
|  | Dieser Artikel wurde aufgrund von formalen oder inhaltlichen Mängeln in der Qualitätssicherung Biologie zur Verbesserung eingetragen. Dies geschieht, um die Qualität der Biologie-Artikel auf ein akzeptables Niveau zu bringen. Bitte hilf mit, diesen Artikel zu verbessern! Artikel, die nicht signifikant verbessert werden, können gegebenenfalls gelöscht werden. Lies dazu auch die näheren Informationen in den Mindestanforderungen an Biologie-Artikel. |

Der Begriff des Abschlussgewebes bezeichnet alle Begrenzungsschichten, die pflanzliche Gewebe nach außen oder im Pflanzeninnern untereinander abgrenzen. Die primären Abschlussgewebe gehen aus dem primären Meristem hervor, sekundäre Abschlussgewebe wie das Periderm werden zu einem späteren Zeitpunkt aus Sekundärmeristem gebildet.

## Primäres Abschlussgewebe
- beim Keimling bereits vorhanden
- aus dem primären Meristem gebildet
- undifferenziertes Gewebe

### Epidermis
Das wichtigste primäre Abschlussgewebe der Pflanzen ist die Epidermis (aus griechisch ἐπί, epi, „über“, „darauf“ und δέρμα, derma, „Haut“, in Deutsch Oberhaut). Sie umgibt den Spross, das Blatt und die Blüte als schützende Hülle, die jedoch zugleich den Stoffaustausch mit der Außenwelt zu vermitteln hat. Das primäre Abschlussgewebe der Wurzel wird Rhizodermis genannt.
Merkmale:
- meist einschichtig
- es treten vermehrt Leukoplasten auf im Gegensatz zu Chloroplasten
- wellig bis zackiger Umriss
- lückenlose Verzahnung der Zellen
- Interzellularen fehlen

Funktion:
- Schutz vor mechanischer Einwirkung
- Verdunstungsschutz
- Gasaustausch über Spaltöffnungen oder Hydathoden

Die Außenwände der Epidermiszellen sind fast stets verdickt und außerdem von einem Kutinhäutchen, der Kutikula, überzogen, die für Wasser und Gase besonders dann undurchlässig ist, wenn noch ein Wachs ein- oder aufgelagert ist.
Typische Ausbildungen der Epidermis stellen die Spaltöffnungen dar, die dem regulierbaren Gasaustausch zwischen dem Pflanzenkörper und der Umgebung dienen. Anhangsgebilde der Epidermis sind Emergenzen oder Trichome.

### Hypodermis
Die unter der Epidermis liegende Zellschicht wird als Hypodermis bezeichnet. Sie kann durch nachträgliche Umbildung ihrer Zellwände in die Abschlussfunktion mit einbezogen werden. Die Hypodermis ist mehrschichtig und hat oft verdickte Zellwände.

### Exodermis
Die Exodermis entsteht aus der abgestorbenen Rhizodermis aus einer oder mehreren Zellschichten der äußeren Rinde durch nachträgliche Cutinisierung (Bildung einer Cuticula). Die Zellen der Rinde werden durch eine Suberinlamelle abgedichtet. Einige Zellen bleiben unverkorkt und bilden Durchlasszellen, um einen Nährstoffaustausch mit der Außenwelt zu gewährleisten.

### Endodermis
Die Endodermis stellt das innere Abschlussgewebe der primären Rinde dar und trennt diese vom Zentralzylinder. Sie ist meistens einschichtig und kontrolliert den Wasser- und Nährsalztransport über den Apoplasten. Die Endodermis lässt sich in die primäre, sekundäre und tertiäre Endodermis unterteilen.
Die primäre Endodermis, deren Radialwände durch Suberin- und Ligninauflagerungen bandartig verstärkt ist (Casparyscher Streifen), blockiert den Wasserweg in der Zellwand und zwingt den Wasser- und Nährsalztransport durch das Plasmalemma. Dieser Zustand stellt den Endzustand bei Angiospermen dar.
Die sekundäre Endodermis hat zusätzlich allseitige Suberinauskleidungen. Einzelne Durchlasszellen bleiben unverkorkt. Dieser Zustand ist der Endzustand bei Gymnospermen und einigen dikotylen Pflanzen.
Bei der tertiären Endodermis werden Zelluloseschichten auf die Korkauskleidung aufgelagert. Dabei kann die Auflagerung allseitig sein (O-Endodermis) oder beschränkt auf die Radialwände und die innere Tangentialwand (U-Endodermis). Einige Zellen verbleiben als Durchlasszellen im primären Zustand. Dieser Zustand wird fast nur von Monokotyledonen erreicht, da diese kein sekundäres Dickenwachstum haben und die Endodermis erhalten bleibt.

## Sekundäres Abschlussgewebe (Periderm)
Wenn die Epidermis einem starken Dickenwachstum der Pflanzenorgane, wie es beispielsweise bei Holzgewächsen vorkommt, nicht durch entsprechendes Dilatationswachstum (tangentiales Erweiterungswachstum) gerecht werden kann, wird sie zerstört und oft durch sekundäre Abschlussgewebe ersetzt. Gewöhnlich entsteht aus der subepidermalen Zellschicht ein Folgemeristem, das Korkkambium (Phellogen). Dieses gibt nach außen dicht aneinanderliegende, rasch verkorkende, oft dickwandige Zellen ohne Interzellularen ab, den Kork (Phellem). Nach innen entstehen, oft in geringer Anzahl, chlorophyllhaltige Rindenzellen, das Phelloderm. Phellem, Phellogen und Phelloderm werden zusammen als Periderm (Korkgewebe) bezeichnet.
Den Gasaustausch durch die lückenlose, interzellularenfreie Korkschicht ermöglichen Lenticellen (auch Korksporen oder Korkwarzen). Diese stellen eng umgrenzte Gewebebezirke dar, in denen sich anstelle von Korkzellen interzellularenreiches Füllgewebe gebildet hat, das aus großen Parenchymzellen besteht. Die Interzellularen der Lentizellen ermöglichen eine Verbindung zwischen dem Interzellularsystem der Pflanze und der Außenluft. Die Lentizellen sind vielfach als weißliche, warzenartige Erhebungen mit bloßem Auge auf den Zweigen vieler Holzpflanzen zu erkennen.
Das erste Korkkambium bleibt nur selten dauerhaft tätig. In der Regel stirbt es nach einiger Zeit ab und das tertiäre Abschlussgewebe bildet sich. Fälle bei denen das erste Korkkambium dauerhaft tätig bleibt sind beispielsweise die Korkeiche oder die Korkulme.

## Tertiäres Abschlussgewebe (Borke)
Bei stark in die Dicke wachsenden Pflanzen, zum Beispiel bei den meisten Bäumen, stellt das erste Korkkambium seine Tätigkeit bald ein. An seine Stelle tritt ein in tiefer liegenden Gewebeschichten entstehendes zweites Korkkambium. Auch dieses ist nur beschränkte Zeit tätig und wird durch ein drittes und weitere ersetzt. Die Gesamtheit dieser Korkschichten wird als Borke bezeichnet. Da der Prozess der Borkenbildung bald von der primären Rinde auf den Bast übergreift, sind die neuen Korklagen in der Regel durch Schichten von Bastzellen getrennt. Daraus resultiert ein geschichteter Bau, der in der Regel bereits makroskopisch sichtbar ist, da die einzelnen Korklagen, die ja von Wasser- und Nährstoffzufuhr abgeschlossen sind, rasch absterben und sich bald schichtenweise ablösen.